# Щерба (страва)
Ще́рба — суп у вигляді рибної юшки, яка може бути заправлена різними крупами, іноді двох – чотирьох видів.

## Рецепт
На 15 склянок води — 1–1,5 кг йоржів з окунями, 2 цибулини, 3 зернини чорного перцю, лавровий лист і сіль за смаком.
Рибу випотрошити, промити і зрізати м'ясо. У воду покласти риб'ячі голови й кістки, нарізану цибулю, лавровий лист, перець, сіль і варити 2–3 години, поки риба не розвариться в кашу, а щерба не випріє до 9 склянок води. Тоді процідити і дати закипіти знов. Додати вирізане раніше м'ясо й варити доти, доки воно не буде готове. Додати кріп, петрушку та подавати.